# Bagrat IV (roi d'Iméréthie)
Pour les articles homonymes, voir Bagrat.
Bagrat IV d'Iméréthie (en géorgien : ბაგრატ IV ; 1565-?) est un roi d'Iméréthie de la dynastie des Bagratides ayant régné de 1589 à 1590.

## Biographie
Petit-fils du roi Alexandre II et fils d'un prince Teimouraz, Bagrat IV est également présenté par Cyrille Toumanoff comme un fils du prince Teimouraz mais comme un arrière-petit-fils d'Alexandre II de Géorgie et un petit-fils du prince Vakthang (mort en 1545), prétendant au trône en 1512 et fils aîné de ce même roi.
En tout état de cause, il est proclamé roi d'Iméréthie par le prince Mamia IV Dadiani de Mingrélie et ses alliés après la capture de Léon Ier. Bagrat IV est déposé l'année suivante par son compétiteur Rostom Ier. Il meurt à une date inconnue.